# Liatongus venator
Liatongus venator  (лат.) — вид пластинчатоусых жуков из подсемейства скарабеин. 

## Ареал
Распространён от Мумбаи до Явы и на юге Китая. Обитает на прибрежном песке. 

## Особенности биологии
Питаются экскрементами животных, а также человеческим калом.